# دوبال‌میوه کونستلر
دوبال‌میوه کونستلر (نام علمی: Dipterocarpus kunstleri) نام یک گونه از سرده دوبال‌میوه‌ها است.